# ダーウィン・カレッジ
ダーウィン・カレッジ (Darwin College) はチャールズ・ダーウィンを記念して1964年に設立されたイギリスのケンブリッジ大学を構成するカレッジの一つ。ケンブリッジ大学のカレッジの中では、大学院生のみで構成されているカレッジとして有名。

## 建造物

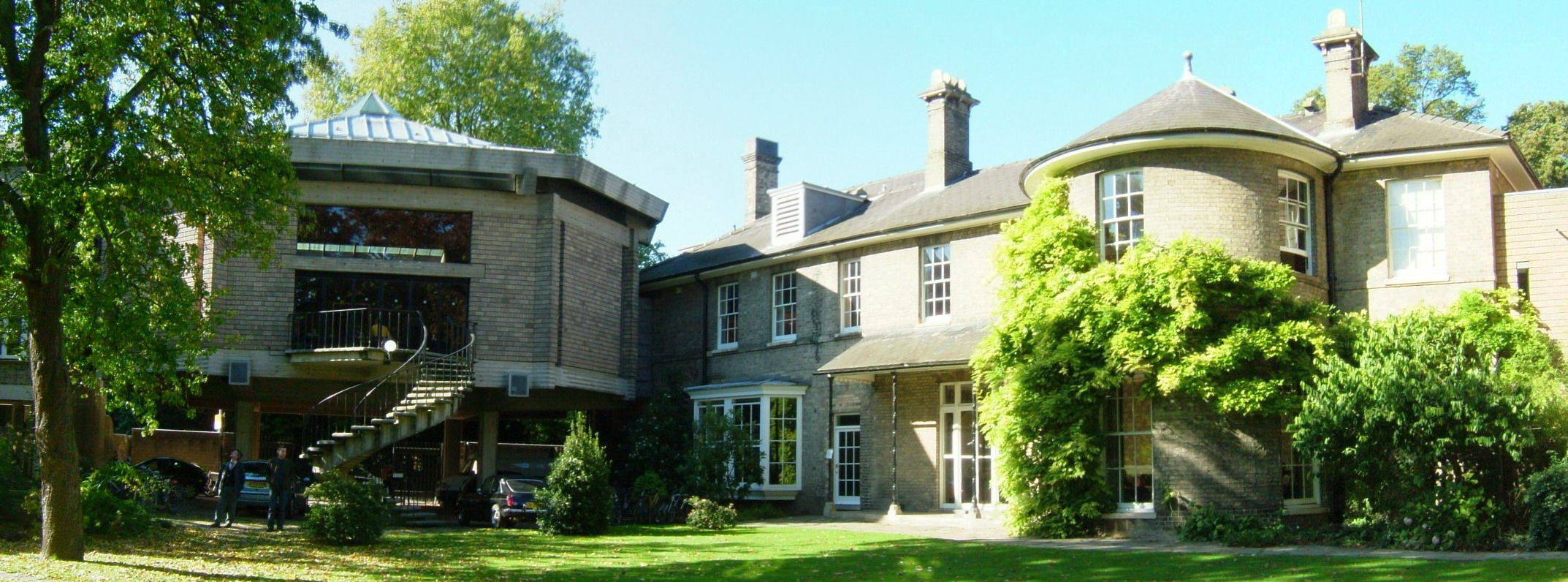
Main Building

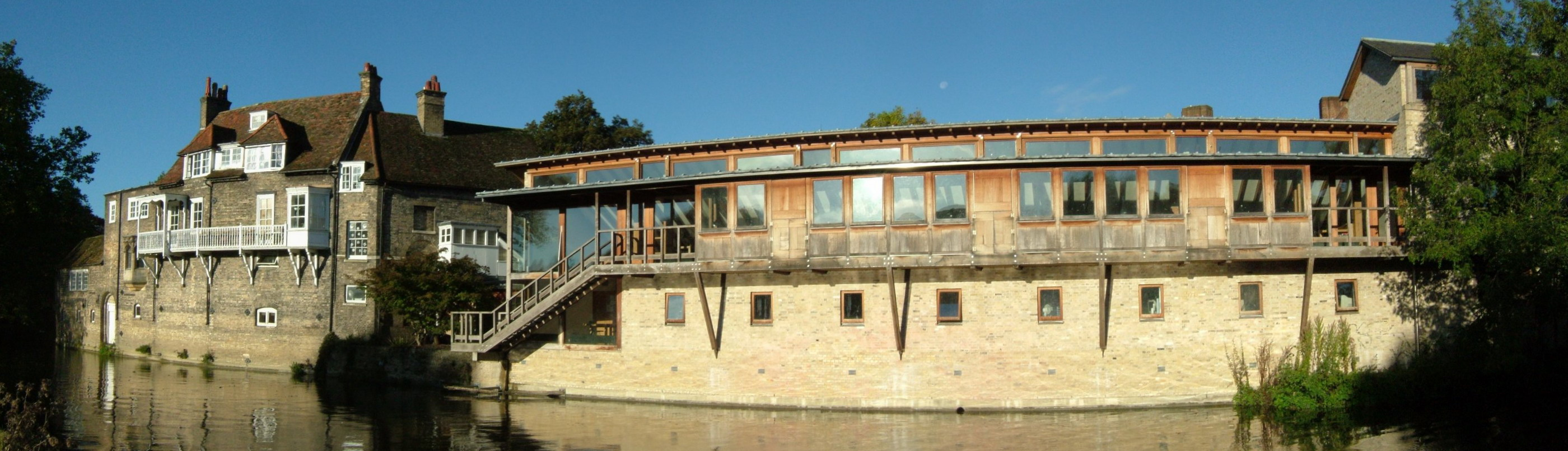
Darwin College Library from the millpond

## ノーベル賞受賞者（卒業生及び所属研究者）
- セーサル・ミルスタイン：生化学者、ノーベル生理学・医学賞受賞者
- マックス・ペルーツ：化学者、ノーベル化学賞受賞者
- アマルティア・セン：経済学者、ノーベル経済学賞受賞者

## 著名な卒業生
- ジェーン・グドール：動物行動学者、霊長類学者、人類学者